# Kappa Andromedae
Kappa Andromedae (κ And, κ Andromedae) este o stea luminoasă din constelația Andromeda. Magnitudinea vizuală aparentă este de 4,1. Este destul de luminoasă pentru a putea fi văzută din suburbii și margini de orașe, dar nu și din centrul sau zonele luminoase ale orașelor. Măsurătorile asupra paralaxei făcute de Hipparcos au stabilit o distanță aproximativă de Pământ de 168 ani-lumină (52 parseci).
1. 1 2  THE κ ANDROMEDAE SYSTEM: NEW CONSTRAINTS ON THE COMPANION MASS, SYSTEM AGE, AND FURTHER MULTIPLICITY